# José María Aznar
José María Alfredo Aznar López (Madrid, 25. veljače 1953.) španjolski je političar koji je bio premijer Španjolske od 1996. do 2004. godine. Vodio je Narodnu stranku (PP), dominantnu stranka desnog centra u zemlji u to vrijeme.
Kao član studentske organizacije Frente de Estudiantes Sindicalistas, u kojoj je 16-godišnji Aznar zagovarao neovisnu granu falangizma, stekao je diplomu pravnika na Sveučilištu Complutense u Madridu, a prvo mu je radno mjesto bilo u javnom sektoru, konkretno, kao inspektor državnih financija. Pridružio se Narodnom savezu, koji je ponovno osnovan kao Narodna stranka 1989. Vodio je Juntu iz Kastilje i Leóna od 1987. do 1989., a bio je vođa opozicije na nacionalnoj razini od 1989. do 1996. Godine 1995. preživio je pokušaj atentata baskijske separatističke skupine ETA. Postao je premijer 4. svibnja 1996., a njegov prvi mandat obilježila je liberalizacija tržišta, deregulacija gospodarstva, rezanje državnih troškova i privatizacija nekoliko državnih tvrtki. Tijekom njegovog prvog mandata gospodarstvo je raslo i Španjolska je ispunila kriterije za sudjelovanje u stvaranju eurozone, ali nezaposlenost je ostala umjereno visoka. Jedan od značajnih događaja tokom prvog Aznarovog mandata bio je ETA-in atentat na političara PP-a Miguela Ángela Blanca. Aznar je pokušao pregovarati s ETA-om između 1998. i 1999., ali stranke nisu postigle sporazum i nasilje se nastavilo.
Aznar je također dobio najviše glasova na općim izborima 2000. dobivši apsolutnu većinu od 183 zastupnika (od 350) u Kongresu. Ekonomija je rasla i nezaposlenost je napokon počela padati tijekom njegovog drugog mandata. U vanjskoj politici, Španjolska je uslijedila neokonzervativni pristup i ojačala veze sa Sjedinjenim Državama i Bushevom administracijom, nakon napada 11. rujna. Aznar je podržao invazije na Afganistan i Irak. Godine 2002. suočio se s oštrim kritikama zbog pokretanja vlade tijekom izlijevanja nafte s tankera Prestige u Galiciji. Podrška PP-u dodatno je opala nakon invazije na Irak, koju nije podržala većina španjolskog stanovništva, ali je ipak provedena uz španjolsku potporu SAD-u i Velikoj Britaniji. Anketa iz 2003. godine koju je pronašao javni istraživački institut CIS pokazala je da je 91% Španjolaca bilo protiv invazije na Irak.
Godine 2004. za 14. ožujka bili su zakazani opći izbori u Španjolskoj, na kojima stranku nije vodio Aznar, već njegov nasljednik na čelu PP-a Mariano Rajoy. Dana 11. ožujka dogodili su se bombaški napadi u Madridu 2004., kada su poginule 192 osobe. Napade je počinila Al-Qaeda, ali vlada je tvrdila da je bombardiranje počinila ETA. U nekoliko dana između bombaških napada i izbora, PP je branio ovu poziciju. Međutim, veliki dio stanovništva odbacio je hipotezu da je napade počinila ETA i vjerovao da vlada laže zbog moguće veze bombaških napada sa španjolskom podrškom invaziji na Irak. To je dovelo do masovnog pada potpore PP-u u danima prije izbora, a na izborima je pobijedio José Luis Rodríguez Zapatero, protivnički PSOE.
Aznar je ostao aktivan u privatnom sektoru i ponekad iznosi svoje stavove o španjolskoj politici. Također je bio član Državnog vijeća od 2005. do 2006. godine. Predsjednik je španjolskog think tanka FAES i direktor News Corporationa. Počasno (simbolično) predsjedanje PP-om obnašao je do 2016., kada se odrekao titule.

## Knjige
- Libertad y solidaridad (1991.)
- La España en que yo creo (1995.)
- España: la segunda transición (1995.)
- Ocho años de Gobierno (2004.)
- Retratos y perfiles: de Fraga a Bush (2005.)
- Cartas a un joven español (2007.)
- España puede salir de la crisis (2009.)
- Memorias I (2012.)